# Pawel Georgijewitsch Pegow
Pawel Georgijewitsch Pegow (russisch Павел Георгиевич Пегов; * 29. November 1956 in Ulan-Ude) ist ein ehemaliger Eisschnellläufer.

## Werdegang
Pegow studierte am Ostsibirischen Technologischen Institut Ulan-Ude und wurde dort zehn Jahre lang von Nina Alexejewna Bobrowa trainiert. Nach dem Erreichen von Weltspitzenleistungen übernahm der sowjetische Nationaltrainer Pegows Training. Seine ersten Erfolge waren jeweils die 4. Plätze über 1000 und 500 m bei den UdSSR-Meisterschaften 1980. In den Jahren 1981 und 1982 belegte er in der nationalen Konkurrenz vordere Plätze und gewann die 1000-m-Distanz bei der Winterspartakiade der Völker in Diwnigorsk vor Sergei Chlebnikow, Anatoli Medennikow und Wiktor Schawerin.
Bei den Sprintweltmeisterschaften in Helsinki im Jahr 1983 belegte Pawel Pegow hinter dem Japaner Akira Kuroiwa den 2. Platz. Im März 1983 konnte er in Medeo mit 36,68 s den zwei Jahre alten Weltrekord von Jewgeni Kulikow über 50 m brechen. Nur einen Tag später verbesserte er den Weltrekord erneut – diesmal lief er 36,57 s. Am selben Wochenende lief er ein perfektes Rennen über 1000 m und blieb als erster Eisschnellläufer mit 1:12.58 unter 1:13.00. Dieser Weltrekord hatte 10 Jahre Bestand und konnte erst am 17. Dezember 1993 von Kevin Scott offiziell verbessert werden. Neben den Weltrekorden über 500 m und 1000 m erreichte Pavel Pegov an diesem Wochenende auch im Sprintmehrkampf (2 × 500 m, 2 × 1000 m) einen neuen Weltrekord.
Die Erfolge der Saison von 1983 konnte er nicht wiederholen. Bei den Olympischen Winterspielen von 1984 in Sarajevo, wo er als Favorit startete, belegte er über 1000 m nur den 13. Platz. Dabei war er auch vom Lospech verfolgt und musste die Distanz ohne Gegner laufen. 1985 beendete Pegow seine Karriere.